# 魔人
魔人（まじん）とは、神話や物語に登場する通常の人間を超越した力（魔力や妖術・神通力など）を持った存在。転じて、人間離れした能力を持った人のことを表現する際にも用いられる。

## 概説
魔人という呼称は、悪に用いられ存在に対して物語・フィクション作品などで用いられている。姿や性格が人間に近いものがとられることが多い。ただし、魔人と魔神は混同されており、使用における区別は作品によって違うが、人と神の違いと同じ意味と捉えるのが自然である。
魔の力を持つがゆえに、人々を苦しめる存在として登場することもあるが、必ずしも邪悪一辺倒な存在ではなく、『アラジンと魔法のランプ』のランプの魔人や、ヨーロッパの昔話などに登場する悪魔たち（明治から昭和前期にかけては「Devil」の訳語としても「魔人」は俗用されていた）のように人の役に立つ者もいる。日本の感覚にあてはめれば鬼や天狗、式神などが魔人と呼称されるような役割をもった存在ともいえる。
- インド神話 - アスラ（阿修羅族）
- アラブ世界 - ジン、イフリート（一般に『アラジンと魔法のランプ』に登場している「ランプの魔人」として知られるのは、このジンたちの種族である。イフリートは多くのフィクション作品で「炎の魔人」として描かれている。明治から昭和初年にかけて、永峯秀樹の訳による『暴夜物語』（あらびやものがたり、1875年）では魔君（まくん）木内勇による『新訳千一夜物語』（1926年）では魔鬼（まおに）[4]などの訳語も用いられている。）

- 『魔人ドラキュラ』 -（1931年の映画『Dracula』の邦題）
- 『月光仮面』 -悪役「サタンの爪」の名がタイトルに使われた映画『月光仮面 魔人の爪』（1958年）で「サタン」に「魔人」という漢字があてられている。

## 悪役としての魔人
昭和中期以降の日本では、主に「ランプの魔人（魔神）」のイメージをもとにした「魔人（魔神）」が描かれているいっぽう、「怪人」などと同列の意味合いの呼称として主人公と敵対する存在に「魔人」が用いられており、「～魔人」や「魔人～」といったかたちで登場人物名にも組み込まれて設定されていることが多い（『魔人ハンター ミツルギ』の「魔人サソリ」、『ドラゴンボール』の「魔人ブウ」、女神転生シリーズの死や災厄の脅威としての魔人など）。